# 呪界
『呪界』（じゅかい）は、2013年の日本映画。ドキュメンタリーの体裁を採っているが、俳優を起用したホラー映画である。

## 概要
日本最大の自殺名所 “青木ヶ原樹海”で起こった恐怖の物語…
自殺の名所として有名な富士の樹海で、ある1本のビデオテープが発見された。 そのテープには5人の男女の最後の姿が記録されていた……。 
大学のプロジェクトの一環で「自殺」をテーマとしたドキュメンタリーの撮影を行う為に、鈴木優里(仮名)を始めとする男女5人が、富士の樹海に足を踏み入れた。 そしてその3日後、彼らの失踪が発覚する。 空白の3日間、5人に一体何が起こったのか……。

## あらすじ
2006年３月24日
ある男女5人が、富士山の山梨県側の麓に広がる森に、足を踏み入れた
2006年３月27日
彼らの失踪が発覚する
（中略）
事件を担当した山梨県警の刑事(匿名希望)から、
専門家に　今回樹海で見つかったテープを検証して頂いた結果、
ある説明不可能な現象が発生していると連絡があった……
それは、そのテープの中で 川嶋亜希(仮名)さんらを恐怖に陥れた樹海の人間が……
鈴木優里(仮名)さんの父親・鈴木彰(仮名)さんに
非常に酷似していたことだという……
しかし……事件が発覚したあの日の１年前の夏……
鈴木彰(仮名)さんであると断定された遺体が
その樹海で発見されている……
その後の調べでは、
鈴木優里(仮名)さんは母親とは疎遠状態にあり、
父親の死も知らされていなかったことが　母親の証言で解った
そして、鈴木優里(仮名)さんの自宅から見つかった数少ない品々からは
彼女が、父親を探していたことも判明
我々は、またあの樹海へ足を運ぼうとしている……

## キャスト
- 小原麻衣 - 鈴木優里(仮名)(当時21歳)某大学女子大生　心理学専攻
- 高咲里音 - 川嶋亜希(仮名)(当時20歳)某大学女子大生　映像制作専攻
- 染谷有香 - 佐藤麻衣子(仮名)(当時20歳)某大学女子大生　映像制作専攻
- 板倉臣郎 - 畑村高次(仮名)(当時28歳)某会社社員〔佐藤麻衣子(仮名)さんの彼氏〕
- - 河田徹(仮名)(当時21歳)某大学男子学生　ドキュメンタリー映画サークル所属
- 副島しんご - 田中賢吾(仮名)某大学・元映像社会科担当教授
- 谷更紗 -
- 間宮ことり -
- 三宅克治 -
- 佐山知範 -
- 美紀乃 -
- 大滝明利 -
- 小野孝弘 -

## スタッフ
- 監督：鳥居康剛
- 脚本：鳥居康剛
- 製作：大橋孝史
- 製作：国宇克信
- プロデューサー：赤羽智比呂
- 撮影・構成：鳥居康剛
- 録音：奥田伸雄
- 撮影助手：三浦佑太
- 制作：和田彩